# Otto von Below

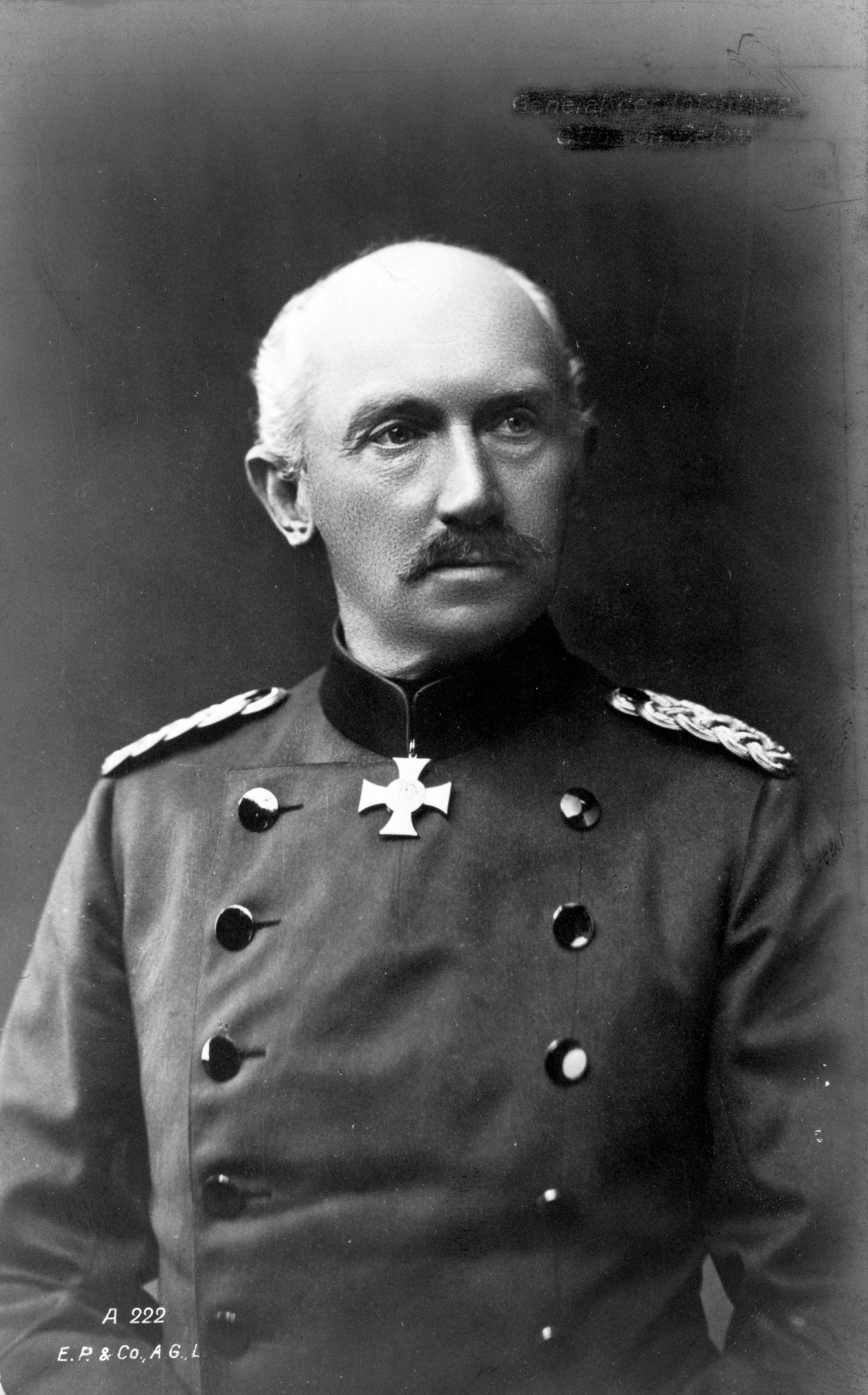
Otto von Below, um 1910

Otto Ernst Vinzent Leo von Below (* 18. Januar 1857 in Danzig; † 9. März 1944 in Besenhausen) war ein preußischer General der Infanterie im Ersten Weltkrieg. Besonders bekannt wurde er durch seine Funktion als Oberbefehlshaber der aus deutschen und österreich-ungarischen Truppen bestehenden 14. Armee in der Schlacht von Karfreit 1917.

## Leben

### Herkunft
Otto entstammte dem alten Adelsgeschlecht derer von Below. Er war der älteste Sohn des späteren preußischen Generalleutnants Hugo von Below (1824–1905) und dessen Ehefrau Alexandra Ludowika Friederike, geborene von Lupinski (1827–1898). Seine beiden jüngeren Brüder Hans und Günther Friedrich Wilhelm schlugen ebenfalls eine Militärkarriere ein.

### Militärkarriere

Below als General im Ersten Weltkrieg (1916)

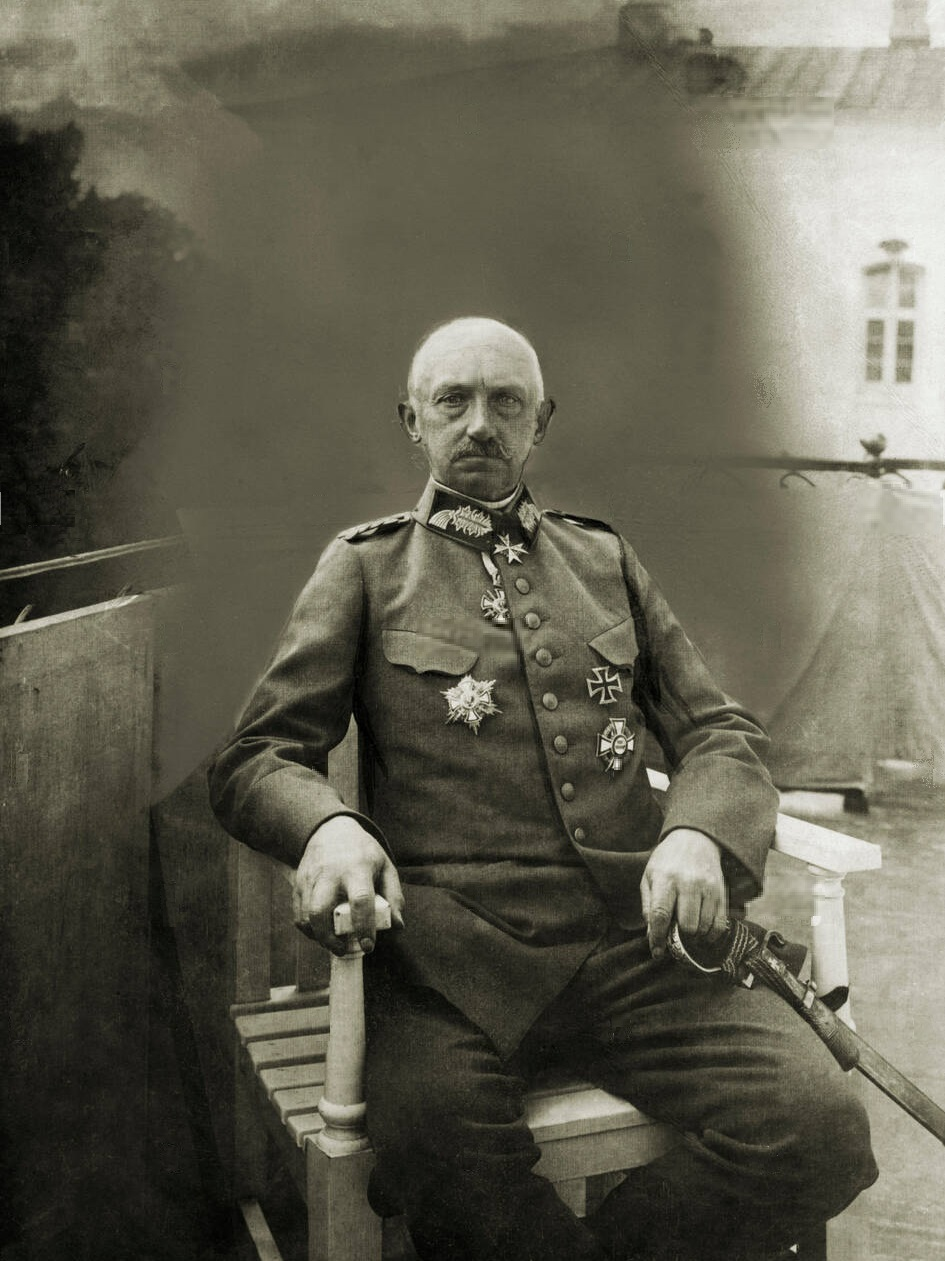
Otto von Below (ca. 1917)

Below absolvierte Gymnasien in Wiesbaden und Weilburg. Anschließend besuchte er die Kadettenanstalten in Oranienstein sowie Berlin und wurde am 15. April 1875 als Sekondeleutnant dem Füsilier-Regiment „von Gersdorff“ (Kurhessisches) Nr. 80 der Preußischen Armee in Wiesbaden überwiesen. Er besuchte von 1884 bis 1887 die Kriegsakademie und kam 1889 zum Großen Generalstab. Nach Tätigkeiten beim Großherzoglich Mecklenburgischen Grenadier-Regiment Nr. 89 in Schwerin wurde Below 1894 als Ersten Generalstabsoffizier der 27. Division (2. Königlich Württembergische) in Ulm nach Württemberg kommandiert. 1897 wurde er als Major Bataillonskommandeur im Füsilier-Regiment „Prinz Heinrich von Preußen“ (Brandenburgisches) Nr. 35. 1902 wurde er unter Beförderung zum Oberstleutnant in den Stab des Infanterie-Regiments „Markgraf Karl“ (7. Brandenburgisches) Nr. 60 versetzt, das in Weißenburg stand. Kurz nach seiner Beförderung zum Oberst übernahm er im April 1905 das Infanterie-Regiment „von Courbière“ (2. Posensches) Nr. 19 in Görlitz, im März 1909 dann unter Beförderung zum Generalmajor die 43. Infanterie-Brigade in Kassel. Seine letzte Vorkriegsposition war ab April 1912 die des Kommandeurs der 2. Division mit Hauptquartier in Königsberg, für die er zum Generalleutnant befördert wurde.
Bei der Mobilmachung zum Ersten Weltkrieg wurde Below am 2. August 1914 zum Kommandierenden General des I. Reserve-Korps ernannt. Nach den Schlachten bei Gumbinnen und Tannenberg wurde er am 30. August 1914 zum General der Infanterie befördert. Als solcher führte er das Korps in die Schlacht an den Masurischen Seen in Ostpreußen. Nachdem er bereits beide Klassen des Eisernen Kreuzes erhalten hatte, wurde Below am 16. Februar 1915 mit dem Orden Pour le Mérite sowie im August mit dem Kreuz und Stern der Komture des Königlichen Hausordens von Hohenzollern mit Schwertern ausgezeichnet. Am 8. November wurde er Oberbefehlshaber der 8. Armee, die von Mai bis Dezember 1915 die Bezeichnung Njemenarmee führte. Ab 11. Oktober 1916 war er Oberbefehlshaber der deutsch-bulgarischen Truppen an der Saloniki-Front, die als Heeresgruppe „Below“ zusammengefasst wurden.

„Lauenburgische Jäger stürmten im Beisein des Oberbefehlshabers der Heeresgruppe, General von Below, der selbst im Kampfgebiet weilte, bei Eiseskälte und Schneetreiben die Höhe 1212, den Schlüsselpunkt der deutschen und bulgarischen Stellungen im Cernabogen, und entrissen diese wichtige Höhe den Serben“

Der ebenfalls bei seinen Truppen weilende Kronprinz Boris III. von Bulgarien meldete diese Tat nach Sofia, von dort gelangte sie zum Zaren Ferdinand von Bulgarien, der sie direkt zum Kaiser ins Große Hauptquartier weiterleitete. Jener ernannte Below umgehend zum Chef des Lauenburgischen Jäger-Bataillons Nr. 9 zu Ratzeburg.
Am 23. April 1917 übernahm er zeitweilig die 6. Armee an der Westfront, erhielt am 27. April 1917 das Eichenlaub zum Orden Pour le Mérite und wurde am 9. September 1917 Befehlshaber über die zum Einsatz an der Italienfront zusammengezogene 14. Armee. Mit dieser aus neun österreich-ungarischen und sechs deutschen Divisionen zusammengestellten Armee erzielte er seinen bedeutendsten militärischen Erfolg in der Schlacht von Karfreit (ital. Caporetto), der 12. und letzten Isonzoschlacht, im Oktober und November 1917 gegen die italienische Armee unter dem Oberbefehl von General Luigi Cadorna. Die Schlacht endete mit einer katastrophalen Niederlage der Italiener, die mehr als 300.000 Mann (darunter etwa 270.000 Kriegsgefangene) und die Hälfte ihrer schweren Artillerie verloren. Die italienische Front konnte nur mit alliierter Militärhilfe am Piave wieder stabilisiert werden. In Würdigung seiner Verdienste wurde er am 1. November 1917 mit dem Schwarzen Adlerorden und drei Tage später mit dem Großkreuz des Militär-Max-Joseph-Ordens ausgezeichnet.
Am 1. Februar 1918 wurde Below der Befehl über die neugebildete 17. Armee übertragen, die eine der drei Stoßarmeen bei der deutschen Michael-Offensive im März 1918 war. Am 12. Oktober 1918 wurde er noch Oberbefehlshaber der 1. Armee, bevor er, wenige Tage vor dem Waffenstillstand, am 8. November mit der Organisation des Heimatschutz West beauftragt wurde.
Nach der Novemberrevolution wurde Below am 28. Dezember 1918 Kommandierender General des XVII. Armee-Korps, mit dem er beim Grenzschutz Ost in Westpreußen eingesetzt war. Nach der deutschen Annahme des Friedens von Versailles trat er am 27. Juni 1919 in den Ruhestand.
Below war Mitglied des Alldeutschen Verbands und der Deutschnationalen Volkspartei. Er betätigte sich in den Vaterländischen Verbänden Norddeutschlands, denen er zeitweilig vorstand, und war bis 1923 in mehrere Putschpläne gegen die Republik involviert. Seinen Lebensabend verlebte er in Kassel.